# Dipteromimus flavipterus
Dipteromimus flavipterus is een haft uit de familie Dipteromimidae. De wetenschappelijke naam van de soort is voor het eerst geldig gepubliceerd in 2003 door Tojo & Matsukawa.
De soort komt voor in het Palearctisch gebied.